# آمنة غصبان مبارك
آمنة غصبان مبارك وهي سياسية عراقية ولدت في سنة 1962 في البصرة شغلت منصب عضوة في مجلس النواب العراقي في دورته الأولى من عام 2005 إلى 2010.